# Kerpel-Fronius Ödön
Kerpel-Fronius Ödön (Versec, 1906. január 14. – Nyugat-Berlin, 1984. április 22.) Kossuth-díjas orvos, gyermekgyógyász, fiziológus, a Magyar Tudományos Akadémia rendes tagja. A 20. századi magyarországi gyermekgyógyászat kiemelkedő jelentőségű, világszerte elismert alakja volt. Klinikai kutatásai során a gyermeki szervezet folyadékháztartásában fellépő élettani zavarok patológiai vizsgálatával hozzájárult a csecsemőkori atrófia (sorvadás) megelőzéséhez és gyógyításához. Három évtizeden keresztül, 1946 és 1976 között volt a Pécsi Orvostudományi Egyetemi, majd a Semmelweis Orvostudományi Egyetemi gyermekklinikák és gyermekgyógyászati tanszékek vezetője. Nevének gyakori, publikációiban is megjelenő írásváltozata Kerpel-Frónius Ödön.

## Életútja
Édesanyja régi erdélyi szász családból, a Froniusoktól származott, így édesapja családi neve mellé felvette édesanyja nevét is, így lett a vezetékneve Kerpel-Fronius. Középiskoláit szülővárosában végezte, majd 1923-tól a budapesti Pázmány Péter Tudományegyetem orvosi karán tanult, egy-egy szemeszter erejéig a Bécsi Egyetemen, a müncheni Lajos–Miksa Egyetemen (Ludwig-Maximilians-Universität) és a párizsi Sorbonne-on is folytatott orvosi tanulmányokat. 1928-tól Heim Pál maga mellé vette a budapesti egyetem élettani intézetébe díjtalan gyakornoknak, időközben 1929-ben orvosi oklevelét is megszerezte. 1930-tól díjas gyakornokként oktatott az intézetben, 1933–1934-ben pedig Rockefeller-ösztöndíjasként a Harvard Egyetem gyermekklinikáján, James L. Gamble laboratóriumában folytatott az emberi szervezet folyadékháztartására vonatkozó kutatásokat. Hazatérését követően 1936-ban gyermekgyógyász szakorvosi vizsgát tett, s tanársegédként továbbra is az élettani intézetben folytatott oktatótevékenységet. 1944–1945-ben rövid időre bevonult a hadseregbe, majd 1945-től adjunktusként és a csecsemőélettan magántanáraként dolgozott az egyetemi élettani intézetben.
1946-ban a pécsi Erzsébet Egyetem orvostudományi karára nevezték ki a gyermekgyógyászat nyilvános rendes tanárává, valamint a gyermekgyógyászati klinika igazgatójává. 1951-től az önállósult Pécsi Orvostudományi Egyetemen általa szervezett és alapított gyermekgyógyászati tanszék tanszékvezető egyetemi tanáraként tevékenykedett. 1967-ben pécsi katedráját és klinikaigazgatói székét elhagyva vállalta el a budapesti Semmelweis Orvostudományi Egyetem II. számú gyermekklinikájának igazgatását tanszékvezető egyetemi tanári címmel. 1976-os nyugdíjazásáig töltötte be ezt az állást, de ezzel egyidejűleg, 1970 és 1976 között az Országos Csecsemő- és Gyermek-egészségügyi Intézet igazgatói feladatait is ellátta. 1976 után tanácsadóként segítette az utóbbi intézményben folyó munkát.
A Farkasréti temető 6/1-es akadémiai parcellájában helyezték örök nyugalomra.

## Munkássága
A gyermekgyógyászaton, a csecsemők élet- és kórtanán belül elsősorban a szervezet só- és vízháztartási zavaraira visszavezethető betegségek, a vesebántalmak klinikuma foglalkoztatta. Már pályája elején, a világon elsőként különítette el patológiás alapon az emberi szervezet kiszáradásának sóvesztéses, illetve szomjazásos formáját.
A második világháborút követően figyelme az alultáplált, rossz higiénés és egészségügyi körülmények között élő, nélkülöző gyermekek körében tömegesen előforduló, toxikózisos tünetekkel és bélhuruttal kísért csecsemőkori sorvadás felé fordult. Az atrófiás gyerekek szervezetének energiaforgalmára – keringésére, hőháztartására és hormonális szabályozására –, veseműködésére irányuló kórélettani vizsgálataival egyfelől tisztázta a vesének a szervezet só- és folyadékforgalmában, valamint sav–bázis egyensúlyában játszott élettani szerepét, másfelől rámutatott a leesett vércukorszintnek a sorvadás lefolyásában játszott szerepére. Kezdeményezésére nagyarányú anyatej-, élelmiszercsomag- és gyógyszergyűjtés (inzulin, penicillin) indult meg a fővárosban, s az összegyűlt javakat a rászoruló családok, gyermekek számára utalták ki, ezzel is csökkentve az atrófiának betudható, nagyobb arányú csecsemőhalandóságot.
Pedagógiai és klinikaszervezői munkássága szintén jelentős, az általa vezetett pécsi és budapesti gyermekkórházakban korszerű szakmai alapokra helyezett és versenyképes tudással rendelkező szakembergárdán alapuló klinikai kutatások folytak. A folyadékháztartás egyensúlyára vonatkozó eredményei csak 1959-ben jelentek meg monográfiájában, ez azonban elhozta számára a nemzetközi gyermekgyógyász szakma elismerését. A gyermekkori sorvadás kórélettanáról szóló monográfiája élete utolsó nagy munkájaként, 1983-ban jelent meg angolul. Először 1969-ben megjelent, 1977-ig három kiadást megért, Gyermekgyógyászat című összefoglaló műve évtizedekig a gyermekgyógyászképzés alapvető kézikönyvének számított.

## Társasági tagságai és elismerései
Tudományos eredményei elismeréseként 1948-ban a Magyar Tudományos Akadémia levelező, 1970-ben rendes tagjává választották. A Magyar Gyermekorvosok Társaságának örökös díszelnökévé választották. Számos nemzetközi és külföldi tudományos társaság meghívta tagjai sorába: 1959-től az Európai Gyermekgyógyászati Társaság (European Paediatric Association, EPA), 1962-től a Leopoldina Német Természettudományos Akadémia (Deutsche Akademie der Naturforscher Leopoldina) és a Csehszlovák Gyógyszerészeti Társaság (Československá lékařská společnost), 1965-től a londoni Újszülött-gyógyászati Társaság (Neonatal Society), 1972-től az Amerikai Gyermekgyógyászati Akadémia (American Academy of Pediatrics), valamint az angol (1957, tiszteleti), a francia (1958, levelező), a portugál (1960, t.), a lengyel (1962, t.), a svéd (1962, t.), az amerikai (1962, t.), a bolgár (1963, t.), a svájci (1965, l.), a finn (1965, t.), a német (1967), az olasz (1967) és az osztrák gyermekgyógyászati társaságok tagja volt. Mindemellett az 1970-es években az Egészségügyi Világszervezet (WHO) munkáját is támogatta táplálkozástudományi szaktanácsadóként. A gyermekgyógyászat terén elért eredményeiért 1951-ben Kossuth-díjat és Magyar Népköztársasági Érdemrendet, 1975-ben Semmelweis-emlékérmet, 1976-ban pedig a Francia Akadémia Pálma-díját vehette át. 1969-ben a Rostocki Egyetem díszdoktorává avatták.

## Emlékezete

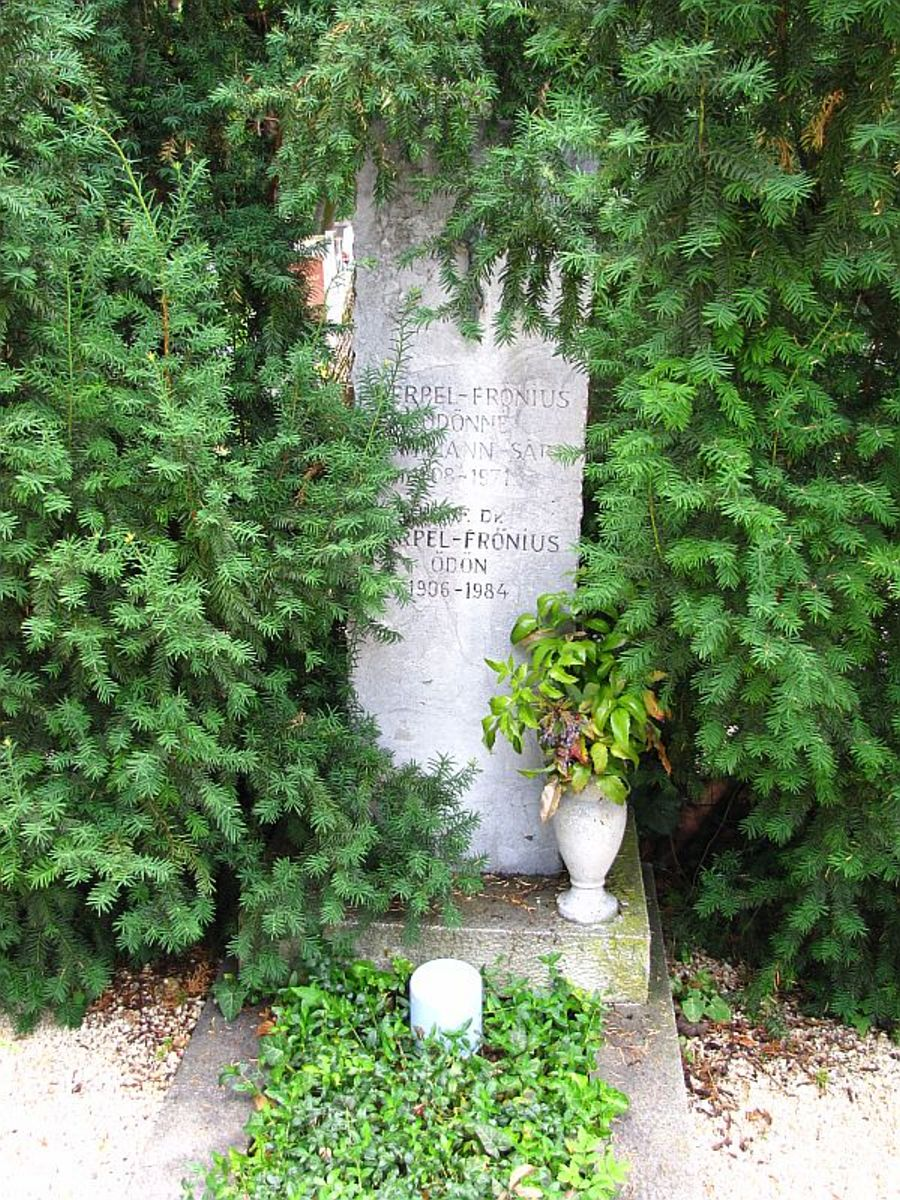
Sírja a Farkasréti temetőben (6/1-1-40)

A Baranya Megyei Kerpel-Fronius Ödön gyermekkórház 1993-ban vette fel a nevét.

## Főbb művei
- A só- és vízforgalom zavara. Debrecen, Pannónia ny., 1939, 16 p.
- A keringési zavar keletkezése és jelentősége csecsemőkori toxicosisban. Budapest, Szerző, 1950, 21 p.
- A csecsemőkori sorvadás. Budapest, Egészségügyi, 1953, 174 p. (Varga Ferenccel)
- A csecsemőkori decompositio pathogenesise. Budapest, Szerző, 1953, 22 p.
- Les déshydrations infantiles. in: Actualité de biologie II. Paris, 1955
- Pathologie und Klinik des Salz- und Wasserhaushaltes. Budapest, Akadémiai, 1959, 677 p.
Oroszul: Патология и клиника водно-солевого обмена. Budapest, Akadémiai, 1964, 716 p.
- Pathologische Physiologie des wachsenden Organismus. in: Lehrbuch der pathologischen Physiologie. Hrsg. Berhard Goetze. Jena, Fischer, 1961.
- Gyermekgyógyászat. Budapest, Medicina, 1969, 569 p.
Oroszul: Педиатрия. Budapest, Akadémiai, 1975, 621 p.
- Perinatal medicine I–II. Budapest, Akadémiai, 1978 (szerkesztette többekkel)
- The pathophysiology of infantile malnutrition: Protein-energy malnutrition and failure to thrive. Budapest, Akadémiai, 1983, 312 p.
- Az újszülött I–III. Szerk. Véghelyi Péter & Kerpel-Fronius Ödön. Budapest, Akadémiai, 1986, 1506 p.

## Díjai, elismerései
- Francia Akadémia Pálma-díja (1976)[3]
- Kossuth-díj (1951)[3]
- Munka Érdemrend arany fokozata (1966, 1976)[3]